# Kreis Csenger
Der Kreis Csenger (ungarisch Csengeri járás) ist ein Kreis im Osten des nordostungarischen Komitats Szabolcs-Szatmár-Bereg. Er grenzt im Norden an den Kreis Fehérgyarmat und im Westen an den Kreis Mátészalka. Im Osten und Süden bilden 6 Grenzgemeinden die Staatsgrenze zu Rumänien.

## Geschichte
Der Kreis ging während der ungarischen Verwaltungsreform Anfang 2013 unverändert mit allen 11 Gemeinden aus seinem Vorgänger, dem gleichnamigen Kleingebiet (ungarisch Csengeri kistérség) hervor.

## Gemeindeübersicht
Der Kreis Csenger hat eine durchschnittliche Gemeindegröße von 1.269 Einwohnern auf einer Fläche von 22,41 Quadratkilometern. Die Bevölkerungsdichte des bevölkerungsärmsten Kreis ist die niedrigste im Komitat. Der Verwaltungssitz befindet sich in der einzigen Stadt, Csenger, im Südosten des Kreises gelegen.
| Gemeinde         | Status       | Herkunft Kleingebiet | Einwohnerzahl | Einwohnerzahl | Einwohnerzahl | Fläche (km²) | Bevölkerungs- dichte (Ew./km²) |
| Gemeinde         | Status       | Herkunft Kleingebiet | 01.10.2011    | 01.01.2013    | 01.01.2016    | 01.01.2016   | Bevölkerungs- dichte (Ew./km²) |
| ---------------- | ------------ | -------------------- | ------------- | ------------- | ------------- | ------------ | ------------------------------ |
| Csenger *        | Stadt        | Csenger              | 4.853         | 4.924         | 4.820         | 36,16        | 133,3                          |
| Csengersima *    | Gemeinde     | Csenger              | 703           | 779           | 778           | 23,80        | 32,7                           |
| Csengerújfalu *  | Gemeinde     | Csenger              | 785           | 819           | 955           | 25,61        | 37,3                           |
| Komlódtótfalu *  | Gemeinde     | Csenger              | 105           | 122           | 112           | 6,97         | 16,1                           |
| Pátyod           | Gemeinde     | Csenger              | 608           | 675           | 651           | 9,10         | 71,5                           |
| Porcsalma        | Großgemeinde | Csenger              | 2.672         | 2.682         | 2.795         | 31,10        | 89,9                           |
| Szamosangyalos   | Gemeinde     | Csenger              | 488           | 477           | 540           | 8,04         | 67,2                           |
| Szamosbecs       | Gemeinde     | Csenger              | 360           | 374           | 371           | 6,71         | 55,3                           |
| Szamostatárfalva | Gemeinde     | Csenger              | 302           | 308           | 322           | 4,50         | 71,6                           |
| Tyukod *         | Großgemeinde | Csenger              | 2.003         | 2.041         | 1.985         | 62,18        | 31,9                           |
| Ura *            | Gemeinde     | Csenger              | 606           | 638           | 628           | 32,34        | 19,4                           |
| Kreis Csenger    |              |                      | 13.485        | 13.839        | 13.957        | 246,51       | 56,6                           |

* Grenzgemeinde zu Rumänien